# Xanthoparmelia wesselsii
Xanthoparmelia wesselsii är en lavart som beskrevs av Hale. Xanthoparmelia wesselsii ingår i släktet Xanthoparmelia och familjen Parmeliaceae.   Inga underarter finns listade i Catalogue of Life.